# Vlag van Mont-de-l'Enclus
De vlag van Mont-de-l'Enclus is op 1983 bij raadsbesluit vastgesteld als de vlag van de Henegouwse gemeente Mont-de-l'Enclus. De vlag kan als volgt worden beschreven:
Groen met witte tralie.
In 1983 besloot de gemeente een groen-witte vlag te adopteren in een ontwerp dat doet denken aan de groene bergen en valleien in de gemeente. De vlag is volledig gebaseerd op het gemeentewapen en ziet er dus helemaal hetzelfde uit.